# Darmannes
Darmannes település Franciaországban, Haute-Marne megyében. Lakosainak száma 243 fő (2022. január 1.). Darmannes Mareilles, Riaucourt, Treix, Bologne és Briaucourt községekkel határos.

## Népesség
A település népességének változása:
| Lakosok száma | 149  | 181  | 165  | 243  | 252  | 253  | 260  | 262  | 263  | 243  |
|               | 1968 | 1982 | 1990 | 2006 | 2013 | 2015 | 2017 | 2019 | 2020 | 2022 |